# Stigmatosema
Stigmatosema é um género botânico pertencente à família das orquídeas (Orchidaceae). Foi proposto por Garay em Botanical Museum Leaflets 28(4): 376, em 1982, tipificado pela Stigmatosema hatschbachii (Pabst) Garay, originalmente descrita como Brachystele hatschbachii Pabst, em 1980. O nome vem do grego stigmatos, marca, ferimento, em referênca à curvatura para cima do ápice rostelo de suas flores, que parece penetrar na coluna.
São cerca de doze espécies de ervas terrestres de raízes carnosas, habitantes do planalto sudeste-central brasileiro e áreas fronteiriças do Paraguay e Argentina, cujo centro de dispersão é o planalto paulista, e que ocorrem em campos abertos, arenosos, rochosos ou pantanosos, até 1600 metros de altitude.
Antes pertencentes ao gênero Cyclopogon, distingüe-se este gênero apenas através do rostelo de suas flores que aqui é sempre alargado, em diversos formados, subquadrado, flabelado, bilobulado, e cujo ápice curva-se para cima recobrindo parcialmente os lados das polínias, sendo em tudo mais inseparável do primeiro.
Discute-se a validade deste gênero ou sua inclusão em Cyclopogon. Enquanto os especialistas não chegam a consenso. mantemos estas espécies em separado.

## Espécies
1. Stigmatosema cochabambae Szlach., Lindleyana 10: 9 (1995).
2. Stigmatosema cotylolabium Szlach., Fragm. Florist. Geobot. 39: 421 (1994).
3. Stigmatosema draculoides Szlach., Fragm. Florist. Geobot. 41: 861 (1996).
4. Stigmatosema furcula Szlach., Lindleyana 10: 7 (1995).
5. Stigmatosema fuscofloralis Szlach., Lindleyana 10: 9 (1995).
6. Stigmatosema garayana Szlach., Lindleyana 10: 17 (1995).
7. Stigmatosema hatschbachii (Pabst) Garay, Bot. Mus. Leafl. 28: 377 (1980 publ. 1982).
8. Stigmatosema longibracteata Carnevali & G.A.Romero, Orchids Venezuela, ed. 2: 1147 (2000).
9. Stigmatosema lunulata Szlach., Fragm. Florist. Geobot. 39: 423 (1994).
10. Stigmatosema odileana Szlach., Lindleyana 10: 16 (1995).
11. Stigmatosema pedicellata Szlach., Lindleyana 10: 16 (1995).
12. Stigmatosema polyaden (Vell.) Garay, Bot. Mus. Leafl. 28: 377 (1980 publ. 1982).